# 化學赤道線

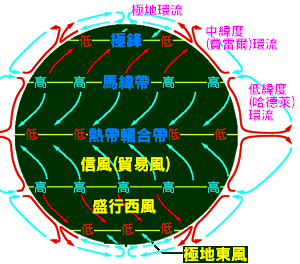
大氣環流

化學赤道線（英語：Chemical equator）這個名詞和概念在2008年產生，當時英國的約克大學研究人員發現印尼上空的污染空氣和霧霾與不遠的澳大利亞上空中基本上未受污染的大氣，呈現截然不同的情況。這種分界很清楚的顯示從熱帶溫池開始往北有快速增高的一氧化碳和其他污染物濃度。北半球的大氣與南半球的大氣分界線與這種熱帶輻合帶（簡稱ITCZ）的分界線並不相同。ITCZ是活躍於赤道的低氣壓帶，是南半球和北半球副熱帶高壓帶間氣壓最低的風帶。熱帶輻合帶是兩道信風相遇之處，它的位置會隨著時間更動。陸地上，它會根據太陽黃道的位置在赤道南北面移動；海面上，受到季節影響的情形不明顯，而主要是受到海洋溫度變動的影響。有時會產生兩個熱帶輻合帶，一個在赤道以北，另一個在赤道以南，通常其中一個會較強烈。 。
約克大學所做的研究由英國國家自然環境研究委員會（簡稱NERC）所贊助。這種化學赤道線是種暫時現象，而且有季節性。

## 發現
約克大學化學系的科學家透過把輻合帶兩側的大氣污染物濃度做過比較後，而對這一50公里寬的地帶生出化學赤道線的概念。科學家觀察到污染物發生劇烈和快速變化的大氣邊界位於熱帶輻合帶的北邊，而之前熱帶輻合帶被認為是獨一無二的化學大氣邊界。這一發現也是第一次觀察到氣團之間的氣象和化學邊界並不相同，但兩者有關聯。

## 發生原因
北半球較南半球有更多的人口、城市和工業，特別是在東南亞地區每年定期會發生森林火災/生物質燃燒（參見東南亞霾害），產生溫室氣體的速率很高，是造成空氣污染的幾項重要原因，這種空氣被對流抬升並擴散到西太平洋上空的大氣中，飽含污染物的對流與在澳大利亞北部上空由平流氣旋產生的清潔海洋空氣形成鮮明的對比。 。可溶性污染物在夏季大部分會被季風和風吹散，但到冬季，這些污染物會大量停滯在大氣之中，使化學赤道線兩側的劃分更加明確。
ITCZ空氣上升至對流層後，分別向兩極（北極和南極）移動，到南北緯30度沉降，形成哈德里環流圈，因此北半球較污染的空氣仍會留在北半球。而熱帶溫池中的風暴系統也會透過泵浦作用，把污染空氣提升到更高的大氣中，因此讓懸浮狀態維持更長的時間，而助長其擴散的機會，而把大氣污染物的影響更加擴大。
這種北半球的污染體現在亞洲褐色雲層，而褐色雲層含有大量污染物，經常在南亞出現 - 包含印度洋北部、印度和巴基斯坦，通常出現的時間在每年的1月到3月這個亞洲褐色雲層的名詞是聯合國環境署所從事的印度洋實驗報告中所創，而實驗的目的是測試來自東南亞的空氣污染對印度洋產生的影響。
這種雲層的出現是因為例如森林火災、生物質、汽車和工廠動力所需的燃燒，以及工業過程中的燃燒不完全所產生的空浮粒子以及污染，另外就是在冬季季風期間（每年11/12月到次年的4月），由於雨量稀少，空氣中的污染物無法被沖刷除去的緣故。但褐色雲層不僅在前述印度洋發生，在東北亞的中國，因為依賴大量燃煤發電，以及蓬勃的工業生產，也會有類似的情況。

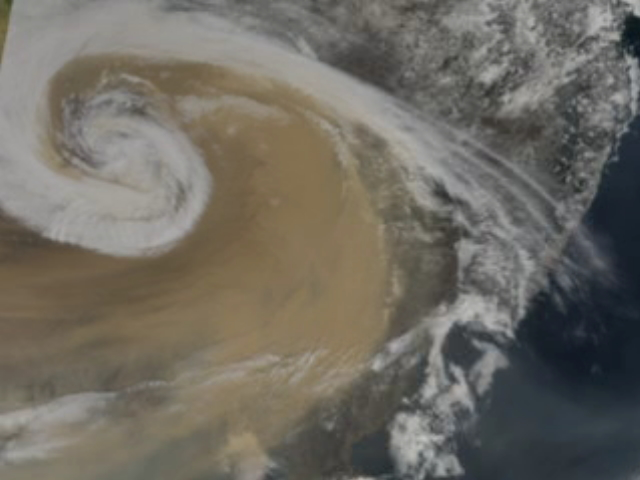
NASA衛星攝得位於東南亞上空的“褐色暴風雲層”成像

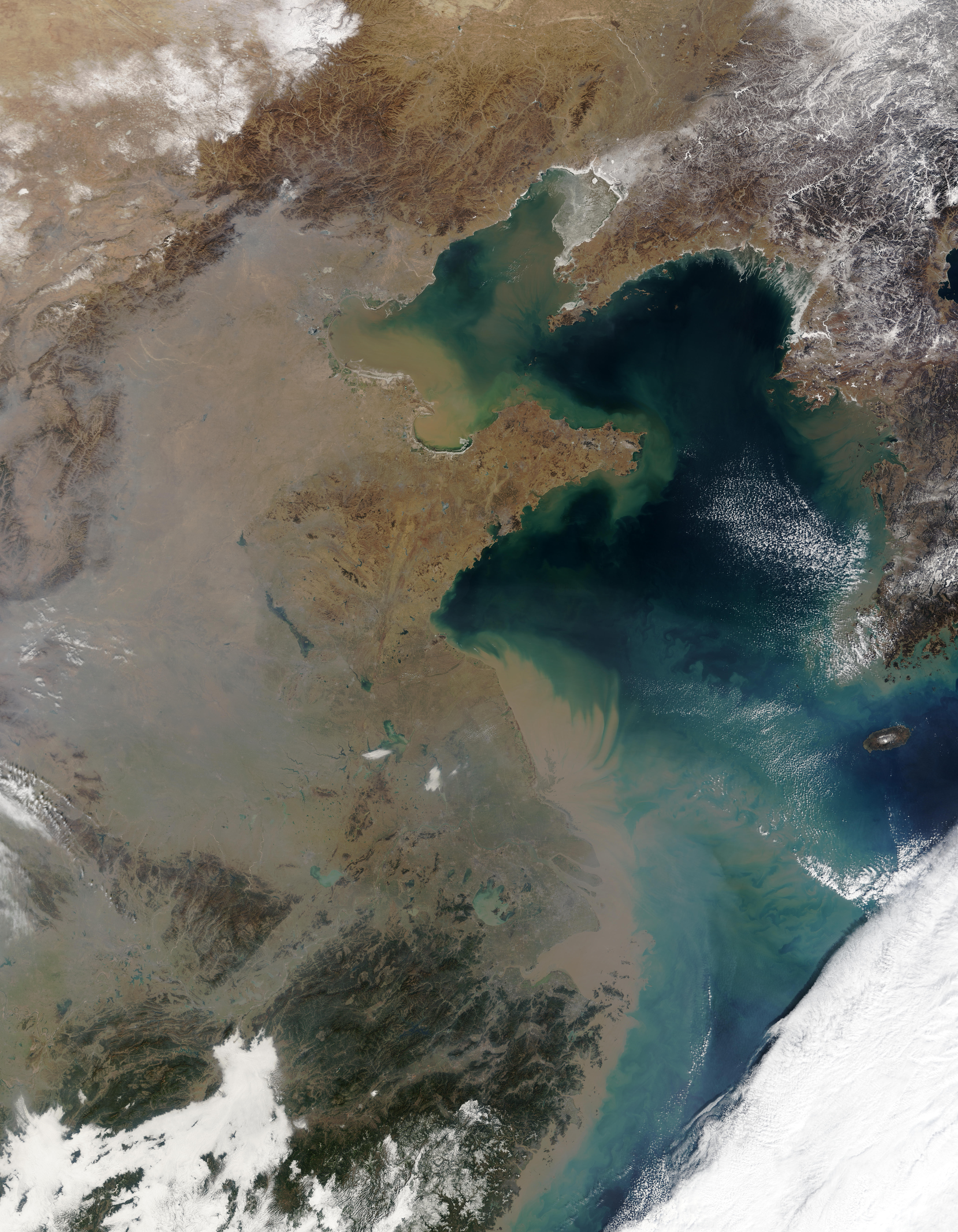
籠罩中國，尤其在東北部的褐色雲層。